# Подуфалий Юрій Володимирович
Юрій Володимирович Подуфалий (11 червня 1968, м. Львів) — генерал-майор, начальник Головного управління контррозвідувального захисту інтересів держави у сфері економічної безпеки Служби безпеки України у 2014-2015 роках.

## Життєпис
В органах державної безпеки — з часу створення Служби безпеки України.
23 серпня 2014 року указом Президента України йому було постановлено присвоїти військове звання генерал-майора.
При ньому заступником начальника Головного управління контррозвідувального захисту інтересів держави у сфері економічної безпеки Служби безпеки України у 2014—2015 роках був полковник Калінін Олександр Володимирович.
Першим заступником Подуфалого був полковник Віталій Бунечко, а другим заступником начальника, та завідувачем Першого Управління став полковник Сухачов Олексій Олександрович. Завідувачем Другого управління був полковник Петров Олексій Геннадійович.

## Особливості роботи та кадрового забезпечення в умовах люстрації
В умовах люстрації, також були звільнені з займаних посад деякі керівники територіальних підрозділів його управління у областях.
Військове звання — генерал-майор.
Одружений, має двох синів.